# Оржель Олексій Анатолійович
Олексій Анатолійович Оржель (нар. 26 січня 1984, Київ) — керівник сектору «Енергетика» Офіс Ефективного Регулювання (BRDO), міністр енергетики та захисту довкілля України (2019—2020).

## Життєпис
Закінчив Інститут енергозбереження та енергоменеджменту КПІ, здобув ступінь магістра за спеціальністю «Енергетичний менеджмент».
З 2006 по 2014 рік працював на різних посадах в Національному регуляторі у сфері енергетики. З 2014 року працює в приватному секторі.
Голова Української асоціації відновлюваної енергетики.
Займається розвитком енергетичної галузі, впровадженням новітніх технологій виробництва та збереження енергії, залученням інвестицій в енергетику відновлюваних джерел енергії та енергоефективності. Виступає на захист екології та навколишнього природного середовища.
Народний депутат України 9 скликання від партії «Слуга народу», був № 16 у списку.
З 29 серпня 2019 — міністр енергетики та захисту довкілля України. Член Національної інвестиційної ради (з 24 грудня 2019).
4 березня 2020 року звільнений з посади міністра.
Безпартійний, живе в Києві.